# Milorad Pavić (allenatore)
Milorad Pavić (Valjevo, 11 novembre 1921 – 16 agosto 2005) è stato un allenatore di calcio jugoslavo.

## Carriera
Ha allenato nei campionati jugoslavo, belga, spagnolo, portoghese e francese.

## Palmarès

### Allenatore

#### Competizioni nazionali
- Campionato jugoslavo: 3

Stella Rossa: 1958-1959, 1959-1960, 1963-1964
- Coppa di Jugoslavia: 3

Stella Rossa: 1957-1958, 1958-1959, 1963-1964
- Coppa del Belgio: 2

Standard Liegi: 1965-1966, 1966-1967
- Coppa di Spagna: 1

Athletic Club: 1972-1973
- Campionato portoghese: 1

Benfica: 1974-1975
- Segunda División: 1

1981-82
- Segunda División B: 1

1980-1981 (gruppo I)

#### Competizioni internazionali
- Coppa Mitropa: 1

Stella Rossa: 1958